# Pobačaj u Poljskoj
Pobačaj u Poljskoj ima drugačije stanje nego u većini europskih država. Do 1932. godine, bio je strogo zabranjen, a od 1932., s pauzom za vrijeme njemačke okupacije, opća zabrana pobačaja imala je određene iznimke. 
Na temelju Zakona iz 1993. godine, pobačaj je dopušten samo u tri slučaja:
- Trudnoća predstavlja prijetnju životu ili zdravlju trudnice, neograničena starost ljudskoga ploda[1],
- Prenatalni testovi ili drugi medicinski načini otkrivanja ukazuju na visoku vjerojatnost teškoga i nepovratnog oštećenja ljudskoga ploda ili neizlječive po život opasne bolesti, u vrijeme dok ljudski plod ne može živjeti samostalno izvan majke,
- Opravdana sumnja da je trudnoća nastala protupravnim djelom, silovanje, incest, jako mladi roditelji i sl. do 12 tjedana od početka trudnoće[1].

U slučaju da je trudnica maloljetna ili psihički nestabilna potrebna je suglasnost roditelja ili skrbnika. Strože zakone koji se tiču pobačaja u Europi imaju samo Malta (posve zabranjen) i Irska (pobačaj dozvoljen samo ako je ugrožen život trudnice), a slične imaju Španjolska i Portugal.
Vrlo je teško procijeniti stvaran broj pobačaja u Poljskoj. Po službenim statistikama, od 1997. godine u Poljskoj je legalno izvedeno nekoliko stotina pobačaja godišnje, a od 2015. više od 1,000 godišnje. Po tome je Poljska među europskim državama s najmanje pobačaja, jako malo u usporedbi s ostatkom Europe. Feministička udruga koja se zalaže za legalizaciju pobačaja "Federacija za žene i planiranje obitelji" tvrdi da se u Poljskoj godišnje izvodi preko 100,000 pobačaja, a 15% izvan Poljske. Udruge koje promiču vrijednosti života i protive se pobačaju procjenjuju taj broj na 7-13 tisuća pobačaja godišnje u Poljskoj. 